# Tabloid
Tabloid er et avisformat, der anvendes af størstedelen af de danske dagblade. Aviser der normalt udkommer i det større broadsheetformat benytter ofte tabloidformatet til tillæg.
Formatet er ikke en fast størrelse, men mere en teknik. Størrelsen kan variere, fordi den afhænger af rullebredden på det benyttede avispapir. Der er dog en vedtaget norm på omkring 279,4 mm gange 431,8 mm, der anvendes som gængs tabloid-størrelse.

## Teknikken bag tabloid
I en avis i broadsheet-format trykkes avissiderne parvis (opslag) i papirrullens bredde. Ved tabloid er siderne vendt en kvart omgang i trykkeprocessen, så der trykkes 2 tabloid sider (et opslag) for hver broadsheet side. Dvs. at der trykkes 4 sider ad gangen.

## Tabloid som skældsord
Oprindeligt var det den mere folkelige og lavkulturelle del af pressen, der tog formatet til sig. Formatet var velegnet til korte historier, og samtidigt var den nem at håndtere ved frokostbordet.
Ord som 'tabloidavis' og 'tabloidpresse' blev derfor brugt nedladende om en useriøs tilgang til journalistik. I Danmark er begrebet tabloidavis dog relativt nyt, og tidligere anvendtes begrebet "formiddagspressen" om de sensationsfokuserede tabloidaviser; så som B.T. og Ekstra Bladet.
I dag er der dog flere 'traditionelle' aviser, der er gået over til formatet. Den negative klang af tabloid forsøges dæmpet ved at kalde det "kompakt".